# Ordem de Olga

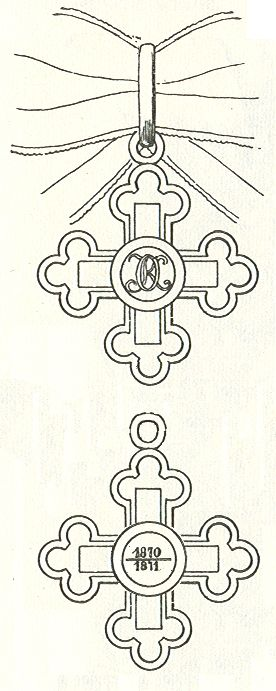
Insígnia da Ordem de Olga

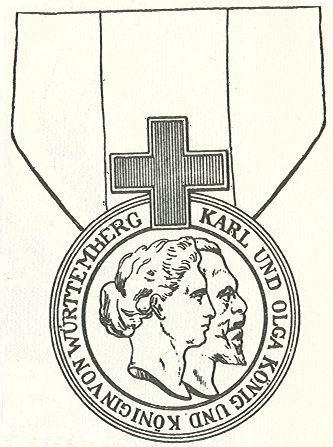
Medalha de Carlos (Karl) e Olga

A Ordem de Olga de Württemberg (em alemão: Olga-Orden) foi criada por Carlos I de Württemberg, rei do Reino Alemão de Württemberg, em 27 de Junho de 1871, para homenagear a sua esposa, a rainha, Olga Nikolaevna. O objectivo principal da Ordem era homenagear as mulheres que trataram dos feridos na guerra franco-prussiana de 1870–1871. Embora alguns homens tenham recebido a ordem, era maioritariamente uma condecoração feminina.
A insígnia era constituída por uma cruz com um fecho onde estão as iniciais de Karl e Olga, na face, e no reverso os anos 1870 e 1871. A cruz deveria ser pendente de uma fita vermelha e preta. Os militares deveriam usar a cruz tal como uma medalha militar, e as mulheres suspensa numa fita em arco do lado esquerdo do peito.
Em 1889, foi criada uma medalha semelhante - a Medalha Karl Olga - por serviços na Cruz Vermelha. Esta condecoração era dada às mulheres, mas não fazia parte da Ordem de Olga.